# Jacobo Árbenz Guzmán

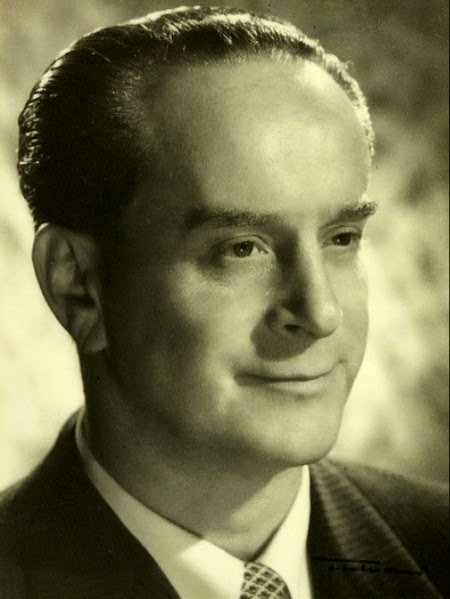
Jacobo Árbenz (foto 1945).

Jacobo Árbenz Guzmán (Quetzaltenango, 14 september 1913 – Mexico-Stad, 27 januari 1971) was een Guatemalteeks politicus en militair. Hij was president van Guatemala van 1951 tot 1954. Árbenz voerde een sociaaldemocratische politiek. Zijn regering werd omvergeworpen bij een militaire staatsgreep, gesteund door de CIA, in opdracht van de regering van de Verenigde Staten.
Árbenz was de zoon van een Zwitserse immigrant. Hij sloot zich in 1935 aan bij het leger, klom op tot kolonel en werkte als docent aan de Guatemalteekse militaire academie. Hij huwde María Cristina Villanova, dochter van een Salvadoraanse grootgrondbezitter, die hem in het socialisme introduceerde en hem in contact bracht met tegenstanders van dictator Jorge Ubico. Ubico's regime viel in juli 1944, maar werd opgevolgd door een andere militaire heerser, Federico Ponce Valdes. Het volk besloot zich niet opnieuw door een dictator te laten regeren en in de revolutie van 1944 werd Ponce Valdes afgezet. Er werd een overgangsregering gevormd, waaraan naast Árbenz ook Jorge Toriell en Francisco Javier Arana deelnamen. Deze voorlopige regering schreef verkiezingen uit, de eerste vrije verkiezingen die het land sinds haar onafhankelijkheid in 1838 hield, welke werden gewonnen door Juan José Arévalo. Árbenz werd minister van defensie in Arévalo's regering. Arévalo voerde een politiek van 'spiritueel socialisme', sterk geïnspireerd door de New Deal van Franklin D. Roosevelt.
Árbenz werd in 1951 gekozen tot opvolger van Arévalo. Hij versloeg in de verkiezingen Miguel Ygidoras, een voormalig medestander van Ubico, met 65% van de stemmen, op een programma van landhervormingen. Het wordt geschat dat rond die tijd 2% van de Guatemalteken 72% van het land bezat en daar maar 12% van gebruikte. Zijn landhervormingsplannen leidden tot veel steun onder de arme boerenbevolking, maar stuitte op tegenstand van de bezittende elite en het leger. In 1952 vaardigde hij decreet 900 uit, waarin een einde zou worden gemaakt aan het grootgrondbezit. De Guatemalteekse regering zou het recht krijgen ongebruikte gronden van grondbezitters op te kopen en te verdelen onder landloze boeren. De United Fruit Company, een van de grootste grondbezitters in Guatemala, werd bedreigd door onteigening. De Guatemalteekse regering bood het bedrijf $600.000 schadevergoeding, maar UFC weigerde. Ook legaliseerde Árbenz de communistische Guatemalteekse Arbeiderspartij (PGT).
Daar de United Fruit Company invloedrijke contacten had in de Amerikaanse regering, werd vanuit de Verenigde Staten een lastercampagne tegen Árbenz opgezet, waarin hij ervan werd beschuldigd een communistische agent te zijn. In werkelijkheid bleek een intensieve zoektocht naar contacten tussen Árbenz en de communistische wereld slechts drie magere resultaten op te leveren. Ten eerste de levering van een lading tweedehands geweren uit Tsjechoslowakije, die Guatemala pas had aangeschaft, nadat geen enkel westers land wapens wilde leveren. Ten tweede de aanwezigheid van een diplomaat uit de Sovjet-Unie die poogde een overeenkomst te sluiten waarbij Guatemala bananen zou leveren aan de Sovjet-Unie in ruil voor agrarische machinerie, hetgeen niet mogelijk bleek daar geen van beide landen over gekoelde schepen beschikte om de bananen zo ver te vervoeren. Het laatste resultaat was een bonnetje waaruit bleek dat de PGT voor $22,50 boeken had gekocht in een Moskouse boekwinkel. De Amerikaanse ambassadeur Richard Cunningham Patterson, Jr. meldde desalniettemin dat Guatemala in de greep was gekomen van de Sovjet-Unie en de CIA zag wapenkisten in Centraal-Amerika waarvan zij beweerde dat deze afkomstig waren van de Sovjet-Unie met het oog op een Sovjet-Guatemalteekse overname van Centraal-Amerika.
In 1954 besloot de CIA steun te verlenen aan een militaire coup (Operatie PBSUCCESS). Een legertje Guatemalteekse ex-militairen geleid door Carlos Castillo Armas viel vanuit Honduras het land binnen. Aanvankelijk slaagde hun campagne nauwelijks, waarop Arbenz besloot hen verder het land in te lokken om hen zo in te sluiten. Dit bleek echter een misvatting: officieren uit het hele land sloten zich bij de rebellen aan. Op 27 juni zag Arbenz zich gedwongen af te treden en vestigde Castillo Armas zijn dictatuur. Na de coup volgde er een periode van burgeroorlogen en onderdrukking, waarbij 200.000 mensen het leven lieten en die pas in 1996 formeel eindigde. Arbenz ontvluchtte Guatemala. Eerst vluchtte hij naar Mexico en vervolgens naar Cuba, Frankrijk, Zwitserland, Tsjechoslowakije en Uruguay en uiteindelijk kwam hij weer in Mexico terecht. Hij overleed in 1971 in zijn badkamer door verdrinking of brandwonden; de precieze omstandigheden van zijn dood zijn onzeker. Mogelijk heeft hij zelfmoord gepleegd, maar er wordt ook geopperd dat hij vermoord is.